# Predrag Krunić
Predrag Krunić (Foča, 27 novembre 1967) è un allenatore di pallacanestro bosniaco.

## Palmarès
- Campionato tedesco: 1

EWE Baskets Oldenburg: 2008-2009
- Supercoppa tedesca: 1

EWE Baskets Oldenburg: 2009